# Ursula Weber
Ursula Weber, född 26 september 1960, är en friidrottare från Österrike. Hon deltog vid olympiska sommarspelen 1992.